# Fabio Pecchia
Fabio Pecchia (Fórmias, 24 de agosto de 1973) é um ex-futebolista e treinador de futebol italiano que atuava como meio-campista. Atualmente é técnico do Parma.
Por ser formado em Direito na Universidade de Nápoles, recebeu o apelido de L'Avvocato ("advogado", em italiano).

## Carreira
Fabio Pecchia começou sua carreira profissional no Avellino, em 1991. Jogou também por Napoli e Juventus, onde teve poucas chances de jogar devido à concorrência com Edgar Davids e Zinédine Zidane (21 partidas). Após deixar a Vecchia Signora em 1998, foi jogar na Sampdoria, integrando o elenco que cairia para a Série B. No Torino e na volta ao Napoli, amargou 2 rebaixamentos consecutivos.
Estabilizou-se em 3 passagens pelo Bologna (2 pela Série A e 1 na Série B), onde atuou em 92 partidas e marcou 12 gols. O quarto rebaixamento de Pecchia foi no Como, que amargou a vice-lanterna da primeira divisão italiana, com 24 pontos. Teve passagens ainda por Siena, Ascoli (6 jogos e o quinto descenso na carreira), Foggia e Frosinone, antes de pendurar as chuteiras em 2009, na segunda passagem pelo Foggia, aos 35 anos.

## Seleção
Representou a Seleção Italiana de Futebol nas Olimpíadas de 1996.

## Pós-aposentadoria
Após deixar os gramados, Pecchia passou a integrar a comissão técnica do Foggia, como auxiliar-técnico, permanecendo no cargo até 2010. Em 2011 inicia sua carreira de treinador no Gubbio, então na Série B italiana - foram apenas 10 jogos no comando técnico dos Rossoblù. Entre 2012 e 2013, comandou o Latina em 26 partidas.
Foi auxiliar de Rafael Benítez no Napoli, Real Madrid e Newcastle United até 2016, quando assumiu o Hellas Verona, substituindo Luigi Delneri. A passagem do ex-meio-campista pela equipe durou 2 temporadas e 86 jogos (80 pelas séries A e B), com 30 vitórias, 17 empates e 37 derrotas.
Em 2019, teve uma rápida passagem pelo futebol japonês, treinando o Avispa Fukuoka em 15 partidas. Alegando motivos pessoais, rescindiu o contrato em junho do mesmo ano e regressou à Itália para assumir o time Sub-23 da Juventus.

## Títulos
Juventus
- Supercopa da Itália: 1 (1997)
- Campeonato Italiano: 1 (1997–98)

Foggia
- Coppa Italia Serie C: 1 (2006–07)

Itália Sub-21
- Eurocopa Sub-21: 1 (1996)